# Illyefalvi Gál Dániel
Illyefalvi Gál Dániel (Gál Dániel, ilyefalvi; Illyefalva, 1811 – Háromszék, 1861) a háromszéki forradalmi párt vezetője, országgyűlési képviselő, kormánybiztos, címzetes alezredes, az 1848–49-es forradalom és szabadságharc egyik hősi harcosa.

## Életútja
A nagyenyedi Bethlen Gábor Kollégium tanulója volt, majd jogot végzett, és Déván kezdte ügyvédi munkásságát. Az 1848-49-es forradalom és szabadságharc alatt Háromszék népe az 1848. november 28-i sepsiszentgyörgyi nagygyűlésen kimondta az önvédelmet, tehát nem támadnak, de megvédik magukat. Ekkor próbálták ki Gábor Áron Bodvajban öntött két vaságyúját. A közigazgatás élére Berde Mózes kormánybiztost és Horváth Albert királybírót nevezték ki. Az önvédelmet kimondó gyűlés előkészítésében jelentős szerepet vállalt a forradalmi párt, a Kiskomité vezére, Gál Dániel, aki kiváló szónoki képességekkel is bírt.  Részt vett a kézdimartonfalvi tanácskozáson és egy sor erdélyi csatában az osztrákok, majd az orosz csapatok ellen, pénzelte Kézdivásárhelyen Gábor Áron ágyúöntő műhelyeit, ott volt a rikai győzelemnél is. Vitézségéért Bem József honvédezredessé léptette elő.
A szabadságharc bukása után a harci cselekményekben való részvétele miatt Gyulafehérváron halálra ítélték, ezt a büntetését később 14 évi várfogságra mérsékelték. A 14 évből kegyelem révén hét évet töltött le Josefstadtban. Szabadulása után kinevezték Háromszék tiszti főügyészévé, de ötvenéves korában, 1861-ben egy hirtelen támadt betegség végzett vele. Földi maradványait Illyefalván helyezték örök nyugalomra, az illyefalvi vár külső előterében.

## Emlékezete
Szülőfaluja tisztelettel ápolja emlékezetét, sírját faragott fejfával jelölte meg (készítette Tóth Gábor 1994-ben). Mellszobra negyedikként kapott helyet az illyefalvi szobor-sorban (Vargha Mihály alkotása, 2008). Tiszteletére neveztek el egy illyefalvi óvodát, Illyefalvi Gál Dániel Óvodának.